# Шапел Тиреј
Шапел Тиреј (фр. Chapelle-Thireuil) насеље је и општина у западној Француској у региону Поату-Шарант, у департману Де Севр која припада префектури Ниор.
По подацима из 2011. године у општини је живело 436 становника, а густина насељености је износила 25,47 становника/km². Општина се простире на површини од 17,12 km². Налази се на средњој надморској висини од 150 метара (максималној 153 m, а минималној 68 m).

## Демографија
| 1962. | 1968. | 1975. | 1982. | 1990. | 1999. | 2011. |
| ----- | ----- | ----- | ----- | ----- | ----- | ----- |
| 558   | 617   | 610   | 514   | 506   | 452   | 436   |

График промене броја становника у току последњих година